# Stazione di Mangpo
La stazione di Mangpo (망포역 - 網浦驛, Mangpo-yeok ) è una stazione ferroviaria situata nel quartiere di Yeongtong-gu della città di Suwon, nel Gyeonggi-do, nell'area metropolitana di Seul servita dalla linea Bundang, ferrovia suburbana della Korail.

## Linee
Korail
■ Linea Bundang (Codice: K241)

## Struttura

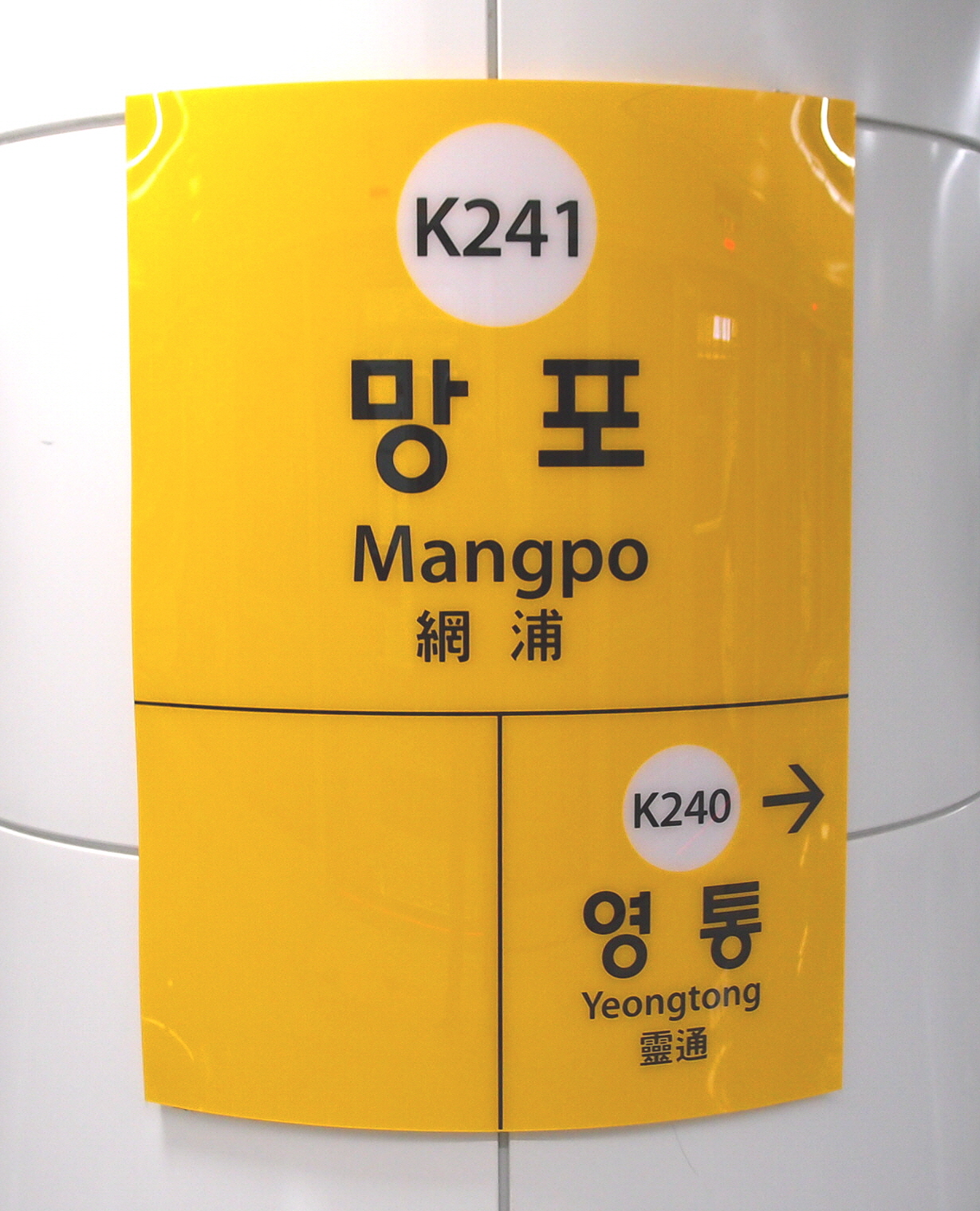
La targa della stazione

La stazione di Mangpo è realizzata in sotterraneo. Dispone di due banchine a isola con quattro binari passanti protetti da porte di banchina, e sono inoltre presenti ascensori e scale mobili.
| 1-2 | ■ Linea Bundang | per Maetan-Gwonseon, Suwon Municipio e Suwon                       |
| 3-4 | ■ Linea Bundang | per Giheung, Jukjeon, Jeongja, Moran, Suseo, Seolleung e Wangsimni |

## Stazioni adiacenti
| «             | Servizio      | »               |
| Linea Bundang | Linea Bundang | Linea Bundang   |
| ------------- | ------------- | --------------- |
| Yeongtong     | Locale        | Maetan-Gwonseon |
| Giheung       | Espresso      | Suwon Sicheong  |